# Jose Migel Barandiaran

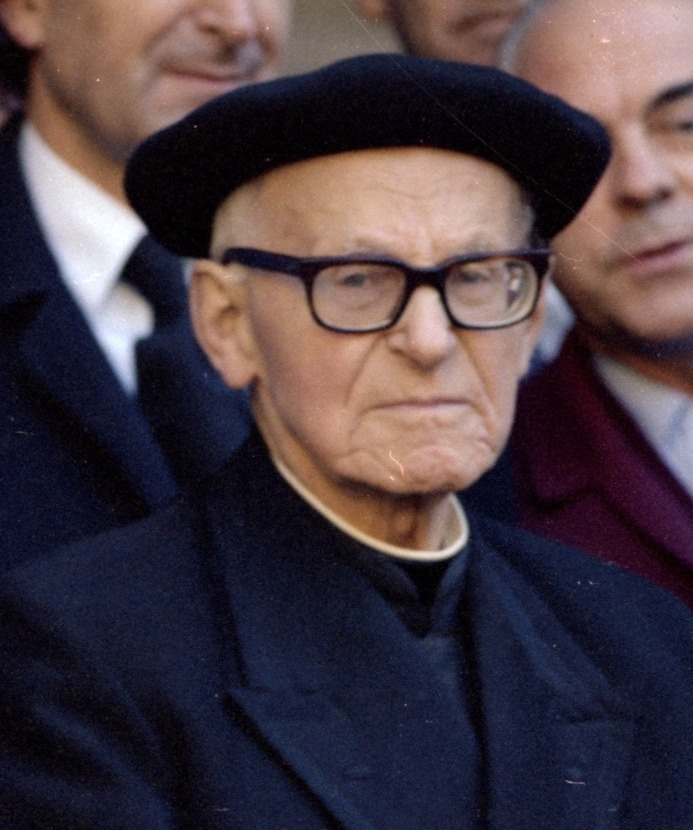
Barandiaran (1979)

Jose Miguel Barandiaran Aierbe, auch bekannt als on Joxemiel Barandiaran (* 31. Dezember 1889; † 21. Dezember 1991), war ein baskischer Anthropologe, Ethnograph und Priester.
Er war das jüngste von neun Kindern von Francisco Antonio Barandiaran and María Antonia Ayerbe aus Ataun.
Von seiner Mutter befürwortet genoss er eine religiöse Erziehung in Baliarrain und wurde 1914 in Burgos zum Priester geweiht.
Kurz nach seiner Weihe begann er mit ethnologischen Studien der baskischen Kultur und Archäologie in der Sierra de Aralar. Er beschäftigte sich mit Traditionen und sammelte Geschichten der Baskischen Mythologie.